# Lago Guacho Superior
El Lago Guacho Superior es un lago de origen glacial andino ubicado en el oeste de la provincia del Chubut, en el departamento Languiñeo, Patagonia argentina.

## Geografía
El lago Guacho superior se encuentra en dirección norte-oeste a sur-este durante 1,2 kilómetros, a una distiancia de aproximadamente doce kilómetros al norte del Lago General Vintter/Palena. Ocupa la parte norte-occidental de un valle glaciar, junto con su "hermano mayor", el lago Guacho, que ocupa el sureste. Se encuentra dentro de la cuenca del río Carrenleufú/Palena.
Su emisario es corto, ya que corre a lo largo de un centenar de metros. Además, se presenta en el extremo sureste, y es el principal afluente del Lago Guacho.